# Ludvík Jan Maria Bourbonský
Ludvík Jan Maria Bourbonský (16. listopadu 1725, Rambouillet – 4. března 1793, Vernon) byl synem Ludvíka Alexandra Bourbonského a jeho manželky Marie Viktorie de Noailles. Přes otce byl tak vnukem krále Ludvíka XIV. a jeho milenky Madame de Montespan. Od narození byl znám jako vévoda z Penthièvre. Vlastnil také následující tituly: kníže z Lamballe (později titul dostal jako zdvořilostní vévodův jediný přeživší syn); kníže z Carignana; vévoda z Rambouillet; vévoda z Aumale (1775); vévoda z Gisors; vévoda z Châteauvillain; vévoda z Arc-en-Barrois; vévoda z Ambois; hrabě z Eu; hrabě z Guingamp. Byl také tchánem vévody Ludvíka Filipa II. Orleánského, budoucího Filipa Égalité.

## Život
Ludvíka Jan Maria Bourbonský se narodil na zámku Rambouillet jako syn nejmladšího legitimizovaného syna krále Ludvíka XIV. s Madame de Montespan, hraběte z Toulouse a jeho manželky Marie Viktorie de Noailles, jedné z dcer vévody Anne Julese z Noailles. Vzhledem k tomu, že jeho matka působila jako náhradní rodič mladého, osiřelého Ludvíka XV., vytvořil si vévoda se svým mladým panovníkem, který byl jeho kmotrem, blízký vztah.
Ve dvanácti letech zdědil po otcově smrti jeho vojenské hodnosti a tituly:
- Admirál Francie
- Velmistr Francie
- Velký lovec Francie
- Maršál Francie
- Guvernér Francie

2. července 1733 se stal v osmi letech maréchalem de camp (generálmajorem) a následujícího roku lieutenant généralem (generálporučíkem). V roce 1740 obdržel od svého bourbonského bratrance, španělského krále, Řád zlatého rouna. V roce 1742 mu král Ludvík XV. svěřil Řád sv. Ducha. Ludvík Jan sloužil v armádě pod svým strýcem Adrienem Mauricem z Noailles a skvěle bojoval u Dettingenu v roce 1743 a u Fontenoy v roce 1745.
Jako vlastník jednoho z největších bohatství v Evropě byl Ludvík Jan velmi atraktivním nápadníkem, zvláště s ohledem na jeho úzké vazby s francouzskou královskou rodinou.
Bylo navrženo, aby se oženil se svou sestřenicí Luisou Henriettou Bourbonskou, nejstarší vnučkou jeho tety Luisy Františky Bourbonské. Tento nápad byl však zavržen, protože matka Luisy Henrietty si přála dceru provdat za Ludvíka Filipa Orleánského, dědice rodu Orléans.
V roce 1744 se devatenáctiletý Ludvík Jan oženil s o rok mladší Marií Terezou Felicitas d'Este, dcerou Františka III. d'Este, suverénního panovníka Modeny a Reggia, a jeho manželky Šarloty Aglaé Orleánské. Mladý pár obýval apartmá ve Versailles, které předtím obývala jejich společná předkyně Madame de Montespan (jeho babička a její prababička). Tyto apartmány vévoda s rodinou užíval až do vlády Ludvíka XVI., kdy prostory dostaly Mesdames, neprovdané tety nového krále, dcery Ludvíka XV.
Manželé měli sedm dětí, z nichž pouze dvě přežily období dětství:
- Ludvík Marie Bourbonský, vévoda z Rambouillet (2. ledna 1746 – 13. listopadu 1749)
- Ludvík Alexandr Bourbonský, princ de Lamballe (6. září 1747 – 6. května 1768)
- Jan Marie Bourbonský (17. července 1748 – 19. května 1755)
- Vincent Marie Ludvík Bourbonský, comte de Guingamp (22. června 1750 – 14. března 1752)
- Marie Luisa Bourbonská, Mademoiselle de Penthièvre (18. října 1751 – 26. září 1753)
- Luisa Marie Adelaida Bourbonská, Mademoiselle d'Ivoy a později Mademoiselle de Penthièvre (13. března 1753 – 23. června 1821)
- Ludvík Marie Félicité Bourbonský (29. dubna 1754 – 30. dubna 1754)

Vévodkyně z Penthièvre zemřela v roce 1754 ve 27 letech při porodu svého posledního dítěte, které ji přežilo jen o několik hodin. Tchyně ovdovělého vévody se pokusila zprostředkovat sňatek mezi ní a její další dcerou, mladší sestrou Marie Terezy, Matyldou. Truchlící vévoda, neutěšený ztrátou své milované manželky, nabídku odmítl a už se nikdy neoženil.
Po manželčině smrti žil vévoda stále více vzdálen od dvora ve Versailles a svůj čas dělil mezi své sídlo na zámku Rambouillet a na zámku Sceaux. Většinu svého života se věnoval dobročinnosti. Během Velké francouzské revoluce poskytl ve Sceaux útočiště básníkovi Jean-Pierre Claris de Florianovi, který byl dříve jedním z jeho sluhů a sekretářem na zámku Anet a Hôtel de Toulouse v Paříži.
V roce 1791 se vévoda přestěhoval na zámek Bizy ve Vernonu v Normandii, kde se k němu v dubnu připojila jeho dcera poté, co opustila manžela, vévodu z Orleáns (během revoluce známého jako Filip Égalité). Vévoda si díky své filantropii získal vážnost lidí a radikálové jej s postupující francouzskou revolucí nikdy neobtěžovali. Jiní z jeho nejbližší rodiny však ušetřeni nebyli. 3. září 1792 byla zavražděna jeho snacha princezna de Lamballe a 21. ledna 1793 byl popraven jeho bratranec Ludvík XVI. Zatčení své dcery v dubnu 1793 se už nedožil, zemřel 4. března 1793 na zámku Bizy. V noci z 6. na 7. března bylo jeho tělo tajně převezeno do Dreux, kde bylo pohřbeno v rodinné hrobce v Collégiale Saint-Étienne. O necelých devět měsíců později, 21. listopadu 1793 odpoledne vtrhla do kaple skupina jakobínských radikálů se svými dělníky pod záminkou, že hledají olovo a ničili feudální symboly, které byly nedávno postaveny mimo zákon. Rozbili výzdobu, vyvrátili rakve a pozůstatky rodiny Penthievrů pohřbili jako nemajetné osoby v jámě zaházené hašeným vápnem na nedalekém hřbitově kanovníků. Podobnému zacházení se dostalo i ostatkům vévodova popraveného bratrance Ludvíka XVI. v Paříži a jejich předkům pohřbeným na královském pohřebišti v Saint-Denis. Vpád přinesl 1252 liber olova pro opětovné použití jako munice "ke střelbě na nepřátele revoluce". V roce 1798 byly pozůstatky kaple dány do dražby a byly zničeny jako recyklovatelné stavební materiály úspěšným uchazečem, obchodníkem se dřevem z Chartres.
Během svého života měl vévoda z Penthièvre jednu vášeň, a to sbírání hodinek.

## Odkaz
Penthièvre byl jedním z nejbohatších mužů a pravděpodobně nejbohatší ve Francii. Byl znám jako velmi šlechetný člověk. Většina jeho obrovského bohatství pocházela z majetku Anny Marie Louisy Orleánské, sestřenice krále Ludvíka XIV.
V roce 1681 dal Ludvík XIV. souhlas ke sňatku své sestřenice s vévodou de Lauzun, jediným mužem, kterého kdy milovala, pod podmínkou, že jmenuje vévodu z Maine, legitimizovaného syna Ludvíka XIV. a Madame de Montespan, svým dědicem. Jediné k čemu ji bylo možné přimět, aby proti své vůli přijala, bylo dát mladému vévodovi hrabství Eu a knížectví Dombes. Na základě toho nedostál Ludvík XIV. svých slov a ke sňatku s vévodou de Lauzun jí souhlas nedal.
Majetek vévody z Maine byl rozšířen o mnoho drahých darů od jeho zbožňujícího otce. Jeho bohatství zdědili jeho synové, ale když oba zemřeli bezdětní, stal se jediným dědicem bohatství vévody z Maine Penthièvre. Zámky Sceaux, Anet, Aumale, Dreux a Gisors byly součástí tohoto obrovského dědictví.
Jako jediný dědic hraběte z Toulouse Penthièvre navíc zdědil Hôtel de Toulouse v Paříži a zámek Rambouillet, obklopený bohatým lesem. Hôtel de Toulouse byl pařížský sídlem jeho rodiny. Vévoda z Penthièvre jej odkázal své dceři Luise Marii Adelaidě Bourbonské.
V průběhu let získal Penthièvre získal i další panství:
- Zámek Chanteloup, rozlehlý zámek v Touraine. Obdržel jej po smrti vévody de Choiseul v roce 1785.
- Zámek Amboise
- Zámek v Châteauneuf-sur-Loire
- Zámek v La Ferté-Vidame

Protože jeho mužský dědic zemřel ještě před ním v roce 1768 bezdětný, stala se jedinou dědičkou jeho bohatství jeho dcera. Ta se v roce 1769 provdala za vévodu ze Chartres, budoucího orleánského vévodu, za Velké francouzské revoluce známého jako Filip Égalité. Výsledkem bylo, že jmění zabavené za revoluce, které se jí podařilo získat zpět (za restaurace Bourbonů), připadlo po její smrti v roce 1821 rodu Bourbon-Orléans.
Pozemky v hrabství Dreux vévoda dostal od svého bratrance Ludvíka XVI. V listopadu 1783, poté, co Ludvíkovi XVI. prodal zámek Rambouillet, nechal vévoda přenést devět těl své rodiny (svých rodičů, manželky a šesti dětí) z kostela Saint-Lubin z 12. století ve vesnici Rambouillet do Collégiale Saint-Étienne de Dreux, kde byl v březnu 1793 sám pohřben. V listopadu 1793 znesvětil revoluční dav rodinnou kryptu a hodil deset těl do hromadného hrobu na hřbitově Collégiale. V roce 1816 nechala jeho dcera Luisa Marie Adelaida Bourbonská na místě tohoto hrobu postavit novou kapli jako místo posledního odpočinku členů rodu Bourbon-Toulouse-Penthièvre. Po nástupu jejího syna Ludvíka Filipa na francouzský trůn byla kaple přejmenována na Královskou kapli v Dreux a stala se pohřebištěm královské rodiny Orleánských.

## Vývod z předků
|                             |                                           |  |                      |                                             |  |  |  |  |  |  |  | Jindřich IV. Francouzský |
|                             |                                           |  |                      |                                             |  |  |  |  |  |  |  |                          |
|                             | Ludvík XIII.                              |  |                      |                                             |  |  |  |  |  |  |  |                          |
|                             |                                           |  |                      |                                             |  |  |  |  |  |  |  |                          |
|                             |                                           |  |                      | Marie Medicejská                            |  |  |  |  |  |  |  |                          |
|                             |                                           |  |                      |                                             |  |  |  |  |  |  |  |                          |
|                             | Ludvík XIV.                               |  |                      |                                             |  |  |  |  |  |  |  |                          |
|                             |                                           |  |                      |                                             |  |  |  |  |  |  |  |                          |
|                             |                                           |  |                      | Filip III. Španělský                        |  |  |  |  |  |  |  |                          |
|                             |                                           |  |                      |                                             |  |  |  |  |  |  |  |                          |
|                             | Anna Rakouská                             |  |                      |                                             |  |  |  |  |  |  |  |                          |
|                             |                                           |  |                      |                                             |  |  |  |  |  |  |  |                          |
|                             |                                           |  |                      | Markéta Habsburská                          |  |  |  |  |  |  |  |                          |
|                             |                                           |  |                      |                                             |  |  |  |  |  |  |  |                          |
|                             | Ludvík Alexandr Bourbon, hrabě z Toulouse |  |                      |                                             |  |  |  |  |  |  |  |                          |
|                             |                                           |  |                      |                                             |  |  |  |  |  |  |  |                          |
|                             |                                           |  |                      | Gaspard de Rochechouart, markýz z Mortemart |  |  |  |  |  |  |  |                          |
|                             |                                           |  |                      |                                             |  |  |  |  |  |  |  |                          |
|                             | Gabriel de Rochechouart de Mortemart      |  |                      |                                             |  |  |  |  |  |  |  |                          |
|                             |                                           |  |                      |                                             |  |  |  |  |  |  |  |                          |
|                             |                                           |  |                      | Louise de Maure                             |  |  |  |  |  |  |  |                          |
|                             |                                           |  |                      |                                             |  |  |  |  |  |  |  |                          |
|                             | Madame de Montespan                       |  |                      |                                             |  |  |  |  |  |  |  |                          |
|                             |                                           |  |                      |                                             |  |  |  |  |  |  |  |                          |
|                             |                                           |  |                      | Jean de Grandseigne                         |  |  |  |  |  |  |  |                          |
|                             |                                           |  |                      |                                             |  |  |  |  |  |  |  |                          |
|                             | Diana z Grandseigne                       |  |                      |                                             |  |  |  |  |  |  |  |                          |
|                             |                                           |  |                      |                                             |  |  |  |  |  |  |  |                          |
|                             |                                           |  |                      | Catherine de La Béraudière                  |  |  |  |  |  |  |  |                          |
|                             |                                           |  |                      |                                             |  |  |  |  |  |  |  |                          |
| Ludvík Jan Maria Bourbonský |                                           |  |                      |                                             |  |  |  |  |  |  |  |                          |
|                             |                                           |  |                      |                                             |  |  |  |  |  |  |  |                          |
|                             |                                           |  | François de Noailles |                                             |  |  |  |  |  |  |  |                          |
|                             |                                           |  |                      |                                             |  |  |  |  |  |  |  |                          |
|                             | Anne z Noailles                           |  |                      |                                             |  |  |  |  |  |  |  |                          |
|                             |                                           |  |                      |                                             |  |  |  |  |  |  |  |                          |
|                             |                                           |  |                      | Rose de Roquelaure                          |  |  |  |  |  |  |  |                          |
|                             |                                           |  |                      |                                             |  |  |  |  |  |  |  |                          |
|                             | Anne Jules de Noailles                    |  |                      |                                             |  |  |  |  |  |  |  |                          |
|                             |                                           |  |                      |                                             |  |  |  |  |  |  |  |                          |
|                             |                                           |  |                      | Antoine Boyer                               |  |  |  |  |  |  |  |                          |
|                             |                                           |  |                      |                                             |  |  |  |  |  |  |  |                          |
|                             | Luisa Boyerová                            |  |                      |                                             |  |  |  |  |  |  |  |                          |
|                             |                                           |  |                      |                                             |  |  |  |  |  |  |  |                          |
|                             |                                           |  |                      | Françoise de Wignacourt                     |  |  |  |  |  |  |  |                          |
|                             |                                           |  |                      |                                             |  |  |  |  |  |  |  |                          |
|                             | Marie Viktorie de Noailles                |  |                      |                                             |  |  |  |  |  |  |  |                          |
|                             |                                           |  |                      |                                             |  |  |  |  |  |  |  |                          |
|                             |                                           |  |                      | Alexandre de Bournonville                   |  |  |  |  |  |  |  |                          |
|                             |                                           |  |                      |                                             |  |  |  |  |  |  |  |                          |
|                             | Ambroise-François de Bournonville         |  |                      |                                             |  |  |  |  |  |  |  |                          |
|                             |                                           |  |                      |                                             |  |  |  |  |  |  |  |                          |
|                             |                                           |  |                      | Anne de Melun                               |  |  |  |  |  |  |  |                          |
|                             |                                           |  |                      |                                             |  |  |  |  |  |  |  |                          |
|                             | Marie Františka z Bournonville            |  |                      |                                             |  |  |  |  |  |  |  |                          |
|                             |                                           |  |                      |                                             |  |  |  |  |  |  |  |                          |
|                             |                                           |  |                      | Charles de La Vieuville                     |  |  |  |  |  |  |  |                          |
|                             |                                           |  |                      |                                             |  |  |  |  |  |  |  |                          |
|                             | Lucrèce Françoise de La Vieuville         |  |                      |                                             |  |  |  |  |  |  |  |                          |
|                             |                                           |  |                      |                                             |  |  |  |  |  |  |  |                          |
|                             |                                           |  |                      | Marie Bouhier de Sainte-Geneviève           |  |  |  |  |  |  |  |                          |
|                             |                                           |  |                      |                                             |  |  |  |  |  |  |  |                          |